# 偽造品の取引の防止に関する協定
偽造品の取引の防止に関する協定（ぎぞうひんのとりひきのぼうしにかんするきょうてい、〔英〕Anti-Counterfeiting Trade Agreement、ACTA）あるいは模倣品・海賊版拡散防止条約は、知的財産権の保護に関する国際条約。
日本国内報道では、偽ブランド品規制条約、偽ブランド防止協定、偽造品取引防止協定、模倣した物品の取引の防止に関する協定、模倣品防止条約、模倣品不拡散条約、模造品取引防止協定、模造品防止協定、海賊版拡散防止条約、反偽造貿易協定などと呼ばれることもある。

## 協定の狙い
偽造品やインターネット上の著作権侵害を取り締まるための国際的な法的枠組を取り決めるため、世界貿易機関（WTO）や世界知的所有権機関（WIPO）、国際連合（UN）といった既存のもののほかに新しく国際機関を設立しようというのが狙いである。
2011年10月アメリカ、オーストラリア、カナダ、韓国、シンガポール、日本、ニュージーランド、モロッコの8カ国によって署名された。2012年1月には欧州連合および欧州連合加盟国のうち22カ国が署名し、署名の数は合計31になった。協定は6カ国による批准の後効力が及ぶ。
日本では2012年9月6日に衆議院本会議において批准することが賛成多数で可決された。一方でACTAはインターネットの自由を侵害するという懸念から、同年7月にはEUの欧州議会がACTAの批准を否決した。2013年現在、批准国は日本のみである。

## 特徴
インターネットについて
- インターネットサービスプロバイダへの監視義務の強制（協定第11条）[8]
- ISPから捜査当局への情報提供（協定第27条4)

その他
- アクセスコントロールの回避に刑事罰の方向（協定第27条5）
- 仮処分に関して、相手方（侵害したとされた者）の意見を述べる機会を与えず仮処分ができる（協定第12条２）
- 訴訟に関して、裁判所が、敗訴者が勝訴者の弁護費用を負担することを命じることができる。（協定第9条５）

## 交渉

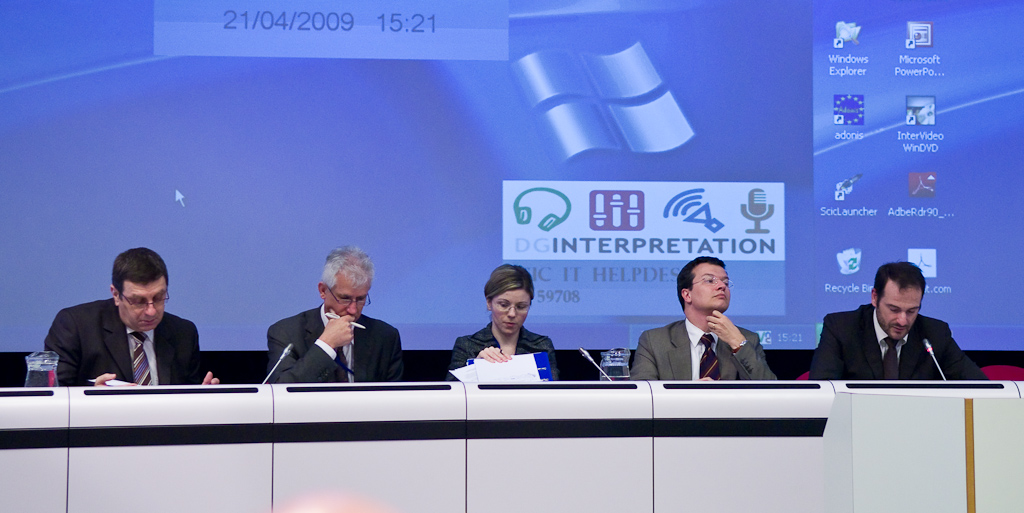
2009年4月21日ベルギー・ブリュッセルのシャルルマーニュ・ビルで開かれたACTAステークホルダー（利害関係者）会議。
右端はリュク・ドゥビニュ（Luc Devigne）欧州委員会通商総局知的財産部長、その隣ペドル・ビラシュク・マルティンシュ（Pedro Velasco Martins）欧州委員会通商担当委員

ACTAの構想は、日本の知的財産戦略本部が2005年7月に決定した『知的財産推進計画2005』に初めて盛りこまれたもので、日本はグレンイーグルズ・サミット等において条約の締結を提唱してきた。
2006年に日米間で修正案が交換された後、欧州連合、カナダ、スイスが2006〜2008年を通じて予備交渉に参加。正式な交渉は2008年6月に始まり、オーストラリア、韓国、シンガポール共和国、ニュージーランド、メキシコ、モロッコが加わった。
2008年6月からほぼ隔月で計11回の会合が行われ、2010年10月に大筋合意に至った。
| 会合回 | 場所           | 日程                   | 参加者と議題 | 参照   |
| ------ | -------------- | ---------------------- | --- | ------ |
| 1      | ジュネーブ     | 2008年6月3〜4日        | 参加者：アメリカ、アラブ首長国連邦（UAE）、欧州委員会と欧州連合理事会議長国（スロベニア）、オーストラリア、カナダ、韓国、シンガポール、日本、ニュージーランド、メキシコ、モロッコとヨルダン。議長は米国通商代表部（USTR） | [ 12 ] |
| 2      | ワシントンD.C. | 2008年7月29〜31日      | 参加者：アメリカ、欧州委員会と欧州連合理事会議長国（フランス）、オーストラリア、カナダ、韓国、シンガポール、スイス、日本、ニュージーランド、メキシコ、モロッコ | [ 13 ] |
| 3      | 東京           | 2008年10月8〜9日       | 参加者：アメリカ、欧州連合、オーストラリア、カナダ、韓国、シンガポール、スイス、日本、ニュージーランド、メキシコ、モロッコ | [ 14 ] |
| 4      | パリ           | 2008年12月15〜18日     | 参加者：アメリカ、欧州委員会と欧州連合理事会議長国（フランス）そして加盟国によって代表される欧州連合、オーストラリア、カナダ、韓国、シンガポール、スイス、日本、ニュージーランド、メキシコ、モロッコ | [ 15 ] |
| 5      | ラバト         | 2009年7月16〜17日      | 参加者：アメリカ、欧州委員会と欧州連合理事会議長国（スウェーデン）そして加盟国によって代表される欧州連合、オーストラリア、カナダ、韓国、シンガポール、スイス、日本、ニュージーランド、メキシコ、モロッコ 議題：国際協調、執行手段 | [ 16 ] |
| 6      | ソウル         | 2009年11月4〜6日       | 参加者：アメリカ、欧州委員会と欧州連合理事会議長国（スウェーデン）そして加盟国によって代表される欧州連合、オーストラリア、カナダ、韓国、シンガポール、スイス、日本、ニュージーランド、メキシコ、モロッコ 議題：デジタル環境でのエンフォースメント                                                                                           | [ 17 ] |
| 7      | グアダラハラ   | 2010年1月26〜29日      | 参加者：アメリカ、欧州委員会と欧州連合理事会議長国（スペイン）そして加盟国によって代表される欧州連合、オーストラリア、カナダ、韓国、シンガポール、スイス、日本、ニュージーランド、メキシコ、モロッコ 議題：デジタル環境における知的財産権の執行、民事手続、国境措置、交渉情報の公開                                                         | [ 18 ] |
| 8      | ウェリントン   | 2010年4月12〜16日      | 参加者：アメリカ、欧州委員会と欧州連合理事会議長国（スペイン）そして加盟国によって代表される欧州連合、オーストラリア、カナダ、韓国、シンガポール、スイス、日本、ニュージーランド、メキシコ、モロッコ 議題：国境措置、デジタル環境における執行、刑事上の執行、民事手続、交渉情報の透明性。また、ウェリントン宣言をうけ条文案公開が約束される | [ 19 ] |
| 9      | ルツェルン     | 2010年6月28日〜7月1日  | 参加者：アメリカ、欧州委員会と欧州連合理事会議長国（スペイン、1日はベルギー）そして加盟国によって代表される欧州連合、オーストラリア、カナダ、韓国、シンガポール、スイス、日本、ニュージーランド、メキシコ、モロッコ | [ 20 ] |
| 10     | ワシントンD.C. | 2010年8月16〜20日      | 参加者：アメリカ、欧州委員会と欧州連合理事会議長国（ベルギー）そして加盟国によって代表される欧州連合、オーストラリア、カナダ、韓国、シンガポール、スイス、日本、ニュージーランド、メキシコ、モロッコ | [ 21 ] |
| 11     | 東京           | 2010年9月23日〜10月2日 | 参加者：アメリカ、欧州委員会と欧州連合理事会議長国（ベルギー）そして加盟国によって代表される欧州連合、オーストラリア、カナダ、韓国、シンガポール、スイス、日本、ニュージーランド、メキシコ、モロッコ 議題：大筋合意に至る | [ 22 ] |

## 署名と批准
協定の交渉に参加した国および交渉参加国がコンセンサス方式によって同意する他のWTO加盟国による2013年5月1日まで署名することができる（第39条）。加盟国のうち6カ国が批准書・承認書を寄託してから30日後に当該6カ国間でまず発効し、以降各国の批准書等の寄託後30日後から順次当該寄託国にも効力が及ぶ（第40条）。2013年5月1日以降、署名をしなかったWTO加盟国はACTA委員会の承認に基づいて加入することができる（第43条）。
2011年10月1日東京で署名式が行われ、アメリカ、オーストラリア、カナダ、韓国、シンガポール、日本、ニュージーランド、モロッコの8カ国が署名。日本は玄葉光一郎外相が署名した。
2012年1月26日再び東京で署名式が行われ、欧州連合および加盟国のうちアイルランド、イギリス、イタリア、オーストリア、ギリシャ、スウェーデン、スペイン、スロベニア、チェコ、デンマーク、フィンランド、フランス、ブルガリア、ハンガリー、ベルギー、ポーランド、ポルトガル、マルタ、ラトビア、リトアニア、ルーマニア、ルクセンブルクの22カ国が署名した。スイスとメキシコそして残りの欧州連合加盟国エストニア、オランダ、キプロス、スロバキア、ドイツは参加はしたものの署名はしていない。

## 賛否

### 支持
支持者は「年々拡大する模倣品（産業財産権を侵害する物品）や海賊版（著作権を侵害する物品）による知的財産権侵害の被害に対する反応」だと説明する。協定の制定にはアメリカ映画協会（MPAA）やアメリカレコード協会（RIAA）、ビジネス・ソフトウェア・アライアンス（BSA）、米国研究製薬工業協会（PhRMA）といった規模の大きい著作権団体の圧力がある。模倣品や海賊版については世界貿易機関（WTO）の知的所有権の貿易関連の側面に関する協定（TRIPS協定）において、知的財産権侵害の取締りなどにおいて加盟国が守らなければならない最低限の基準が規定されている。TRIPS協定は知的財産権の行使について初めて定めた国際条約であるという点では高く評価されているものの、模倣品や海賊版の抑止の実効性の面では充分でないとされる。そこで先進国が主導する新条約で模倣品や海賊版についてのより強力な規制を定め、新興国へも拡大を図るべきとしている。

### 反対

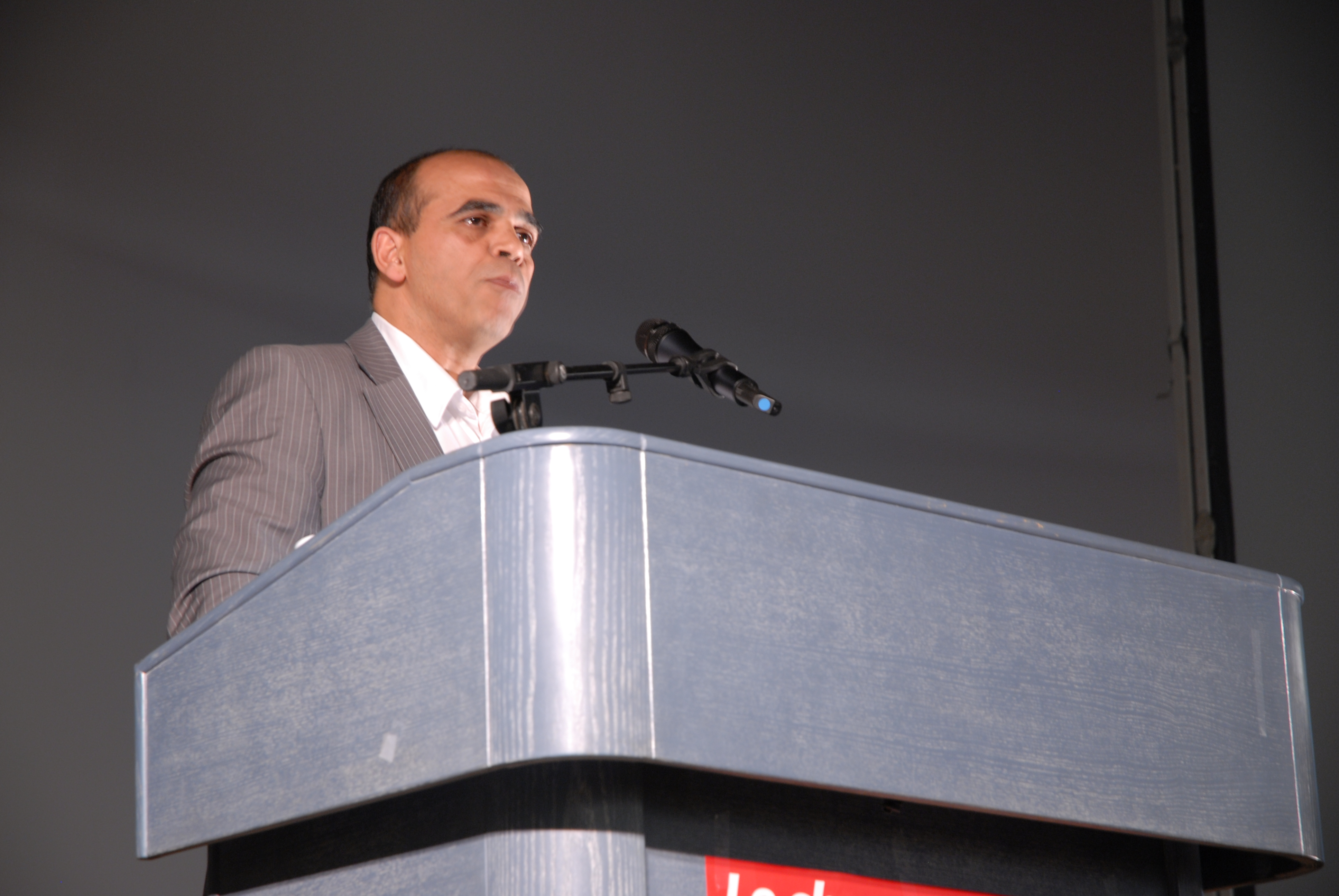
2012年1月26日に辞任した欧州議会のACTA交渉人カデル・アリフ

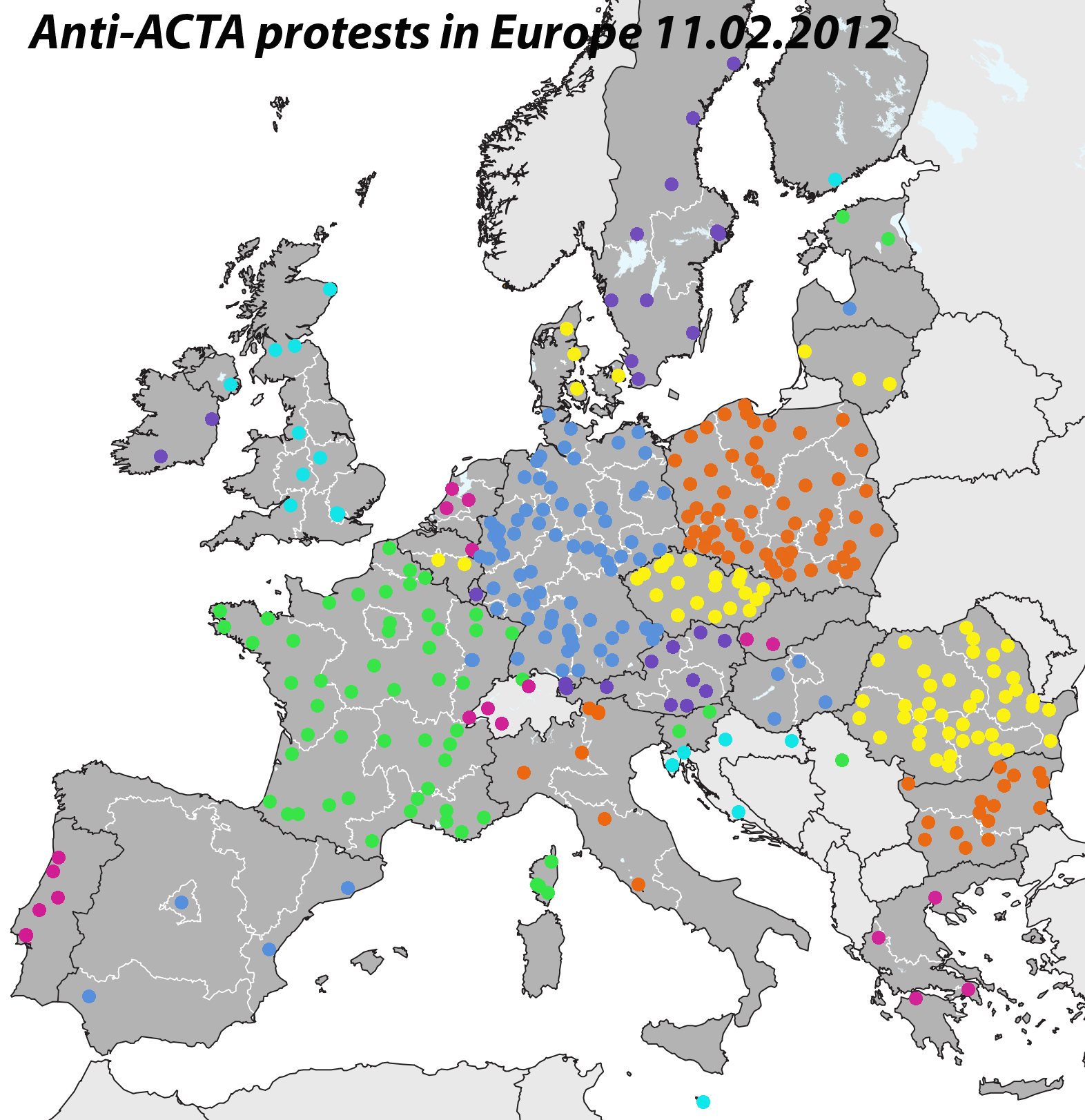
2012年2月11日ヨーロッパ各地のACTA抗議デモ

人権団体やネットユーザーの間ではインターネット上の言論の自由を縛る危険性が懸念されている。ウィキリークスにより公表された条文案によれば、ネット回線を強制的に切断する権限を与える案や、国境警察によるパソコンやiPod内のファイル検閲を認める内容などが多く含まれ、著作権侵害をの非親告罪とすることや法定損害賠償についても議論の対象となっていた。福井健策によれば、表現の自由の制約に直接つながる条項は削除されたものの、既存の著作権の枠組みやネットの自由からは一線を越える内容を多く含んでいるとしている。
電子フロンティア財団（EFF）をはじめとする市民団体は、協定の交渉プロセスに市民団体や新興国、公衆を含めなかったことをポリシー・ロンダリングだと批判している。一般社団法人インターネットユーザー協会（MIAU）は日本主導の協定なのに管轄が明らかでないことや外務省が当初「［条文案の日本語訳の］作成予定はない」と発言していたことを指摘している。
国境なき医師団は後発医薬品の供給を脅かすとして、協定への懸念を表明している。
欧州連合および欧州連合の多くの加盟国による署名は、協定反対の意思を表明する欧州議会の交渉人カデル・アリフ（w:Kader Arif）の辞任およびヨーロッパ全土に渡る抗議運動を引き起こした。

## 日本における国内手続
協定の締結承認案件は、2012年4月17日に参議院に提出され、同年7月26日に同院外務委員会で趣旨説明、同年7月31日に審議、採決が行われ、5月31日に本会議で賛成217票、反対9票で可決された。各会派別の賛否の詳細は、下の表を参照。与党の民主党に加え、野党の自由民主党、公明党の他、日本共産党も賛成し、少数会派の一部が反対するという異例の採決であった。
衆議院では8月29日に同院外務委員会で趣旨説明、8月31日に質疑、採決が行われた。衆議院外務委員会の採決においては、8月29日に参議院で可決された野田佳彦内閣総理大臣問責決議への対応めぐり、野党が審議拒否する中、承認された。外務委員を務める議員に意見や苦情のファックスや電話、メールが多数寄せられ、同じ文面のものが大量に届き、ファックス機が正常に使えなくなったほどだという。つづいて、9月6日の衆議院本会議において野党が審議拒否のため欠席する中、賛成多数で可決され、日本がACTAに批准する最初の国になった。
| 会派名                                 | ACTA賛成 | ACTA反対 |
| -------------------------------------- | -------- | -------- |
| 民主党・新緑風会                       | 86人     | 0人      |
| 自由民主党・たちあがれ日本・無所属の会 | 81人     | 0人      |
| 公明党                                 | 18人     | 0人      |
| 国民の生活が第一                       | 9人      | 3人      |
| みんなの党                             | 10人     | 0人      |
| 日本共産党                             | 6人      | 0人      |
| 社会民主党・護憲連合                   | 0人      | 0人      |
| みどりの風                             | 0人      | 3人      |
| 国民新党                               | 3人      | 0人      |
| 新党改革                               | 2人      | 0人      |
| 新党大地・真民主                       | 0人      | 2人      |
| 各派に属しない議員                     | 2人      | 1人      |
| 合計                                   | 217人    | 9人      |

偽造品の取引の防止に関する協定の締結に伴う国内法の改正については、「技術的保護手段の範囲の拡大」のみ必要とされ、このための法改正は、他の改正と合わせて著作権法の一部を改正する法律（平成24年6月27日法律第43号）で行われ、偽造品の取引の防止に関する協定に合わせることなく、2012年10月1日に施行された。
この著作権法の一部を改正する法律の審議経緯は、2012年3月9日に衆議院に提出され、同年6月1日に同院文部科学委員会で趣旨説明、同年6月15日に審議、採決が行われ、一部修正のうえ、承認され、6月15日に本会議で修正案が可決された。賛成会派は、民主、自民、公明、みんな、国民、大地、日本、反対会派は、共産、きづな、社民であった。
参議院においては、2012年6月19日に、同院文部科学委員会で趣旨説明、審議、同年6月20日に採決が行われ、6月20日に本会議で賛成221、反対12で可決された。賛成会派は、民主（ただし森ゆうこ議員は反対）、自民、公明、みんな、国民、大地、新党改革、反対会派は、共産、社民であった。